# 邓宝珍烈士墓
邓宝珍烈士墓，位于中国广东省揭阳市普宁市大南山镇陂沟村，为普宁市的一个市级文物保护单位，类型为近现代重要史迹及代表性建筑，公布时间为1988年。
邓宝珍烈士墓的历史年代为1928年始建，1983年重建。